# Râul Timiș, Olt
Râul Timiș sau Râul Timișul Sec este un râu din Transilvania care se varsă în râul Ghimbășel în apropiere de Sânpetru. 

## Hărți
- Harta Munților Bucegi  Arhivat în 28 mai 2008, la Wayback Machine.
- Harta Munților Postăvaru  Arhivat în 3 august 2008, la Wayback Machine.
- Harta Munții Piatra Mare [nefuncțională – arhivă]
- Harta Județului Brașov